# Донховка
Донховка (рус. Донховка) река је која протиче преко теритрија Московске и Тверске области на северозападу европског дела Руске Федерације. Десна је притока Волге у коју се улива на подручју вештачког Ивањковског језера код града Конакова (Конаковски рејон Тверске области).
Извире код села Боршчево на подручју Клинског рејона, на северу Московке области. Тече у смеру севера у дужини од 27 km и типична је равничарска река са спорим током и честим кривудањем. Под ледом је од новембра до почетка априла. Доминира нивални режим храњења (топљењем снега). Укупна површина њеног сливног подручја је 157 km².